# Per Svensson
Per Oskar Svensson, Pelle Svensson (Sollefteå, 1943. február 6. – Sundsvall, 2020. december 17.) olimpiai ezüstérmes, világbajnok svéd birkózó, ügyvéd.

## Pályafutása
Három olimpián vett részt. Az elsőn, az 1964-es tokiói játékokon kötöttfogás félnehézsúlyban ezüstérmet szerzett a bolgár Bojan Radev mögött. Az 1968-as mexikóvárosin negyedik lett, az 1972-es müncheni olimpián helyezetlenül végzett. A világbajnokságokon két arany-, az Európa-bajnokságokon két arany- és három bronzérmet szerzett.

## Sikerei, díjai
- Olimpiai játékok – kötöttfogás, 97 kg
  - ezüstérmes: 1964, Tokió
- Világbajnokság – kötöttfogás, 100 kg
  - aranyérmes (2): 1970, 1971
- Európa-bajnokság – kötöttfogás
  - aranyérmes (2): 1969, 1970 (100 kg)
  - bronzérmes (3): 1966, 1967, 1968 (97 kg)